# Wasserkunst (Naumburg)

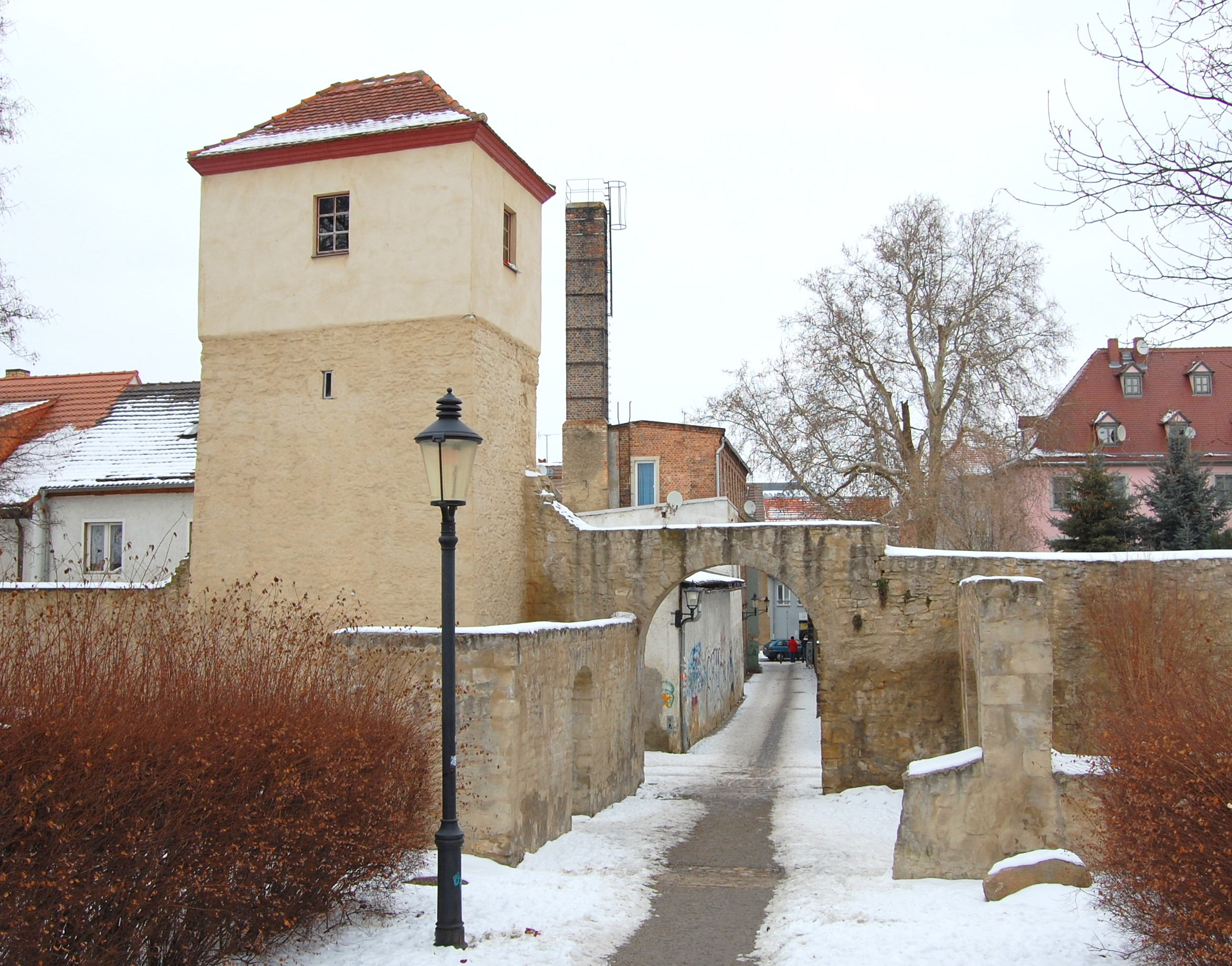
Wasserkunst

Die Wasserkunst ist ein Turm der mittelalterlichen Stadtbefestigung der Stadt Naumburg (Saale) in Sachsen-Anhalt.
Der direkt an der Wenzelsmauer stehende Turm entstand um 1480 aus Bruchsteinmauerwerk auf quadratischem Grundriss. Nach der Aufgabe der Stadtbefestigung zu Verteidigungszwecken erfolgte im 17./18. Jahrhundert eine Umnutzung zur Wasserkunst bei gleichzeitigem Einbau eines Wasserauffangbeckens.
Der Turm verfügt über drei gemauerte Stockwerke und ein viertes, welches als verputztes Fachwerk ausgeführt ist. Die Fenster wurden erweitert, um eine Wohnnutzung zu ermöglichen. Bekrönt wird der Turm von einem Walmdach. An der Ostseite des Turms befindet sich ein Durchgang durch die Wenzelsmauer.